# Erdélyi Mónika
Erdélyi Mónika (Budapest, 1967. október 20. –) magyar televíziós személyiség, youtuber, cukrász és mediátor.

## Életútja
Gazdag kiskunhalasi családban nőtt fel. Édesanyja bankárként, nevelőapja adószakértőként dolgozott.
1994-ben a Külkereskedelmi Főiskolán diplomázott. Mielőtt a televízióhoz került volna, banki hitelelemzőként dolgozott 1996-ig. Németből és oroszból felsőfokú nyelvvizsgát szerzett, szeretne angolul is megtanulni. Elvégezte Lőrincz Gabriella televíziós tanfolyamát. 1998-ban került a Budapest Európa Televízióhoz, majd 1999-ben már a TV2 hírszerkesztőjeként dolgozott. Ezután az RTL Klubhoz került: 2001 és 2010 között a Mónika-show házigazdája volt. Második lánya születése után a Reggeli műsorvezetője lett.
2011-ben indította el YouTube-csatornáját Mónika Erdélyi néven. A csatornán gyerekbarát videók, vlogok, slime-videók és kihívás-videók találhatók.
Az elmúlt években a közösségi oldalán lehet nyomonkövetni, ahol rendszeresen beszámol a lányával, Mollival tett utazásairól.

## Családja
Volt élettársa Mukli Gyula, a Four Fathers együttes tagja. Két gyermek, Olívia Johanna (Molli) és Viktória édesanyja.

## Televíziós szereplései
| Év         | Cím                         | Szerepkör        | Csatorna                    | Megjegyzés                       |
| ---------- | --------------------------- | ---------------- | --------------------------- | -------------------------------- |
| 1999-2000  | Tények                      | műsorvezető      |                             |                                  |
| 2001–2010  | Mónika show                 | műsorvezető      |                             | 1918 epizód                      |
| 2001       | Kész Átverés Show           | szereplő         | Epizód: „2001 szeptember 1” |                                  |
| 2006       | Szombat esti láz            | versenyző        |                             |                                  |
| 2009–2010  | Vacsoracsata                | szereplő         |                             |                                  |
| 2009       | Fókusz                      | szereplő         |                             |                                  |
| 2010       | Reggeli                     | műsorvezető      |                             |                                  |
| 2012       | Aktív                       | szereplő         |                             | 6 epizód                         |
| 2012–2019  | FEM3 Café                   | műsorvezető      |                             |                                  |
| 2013       | A Nagy Duett                | versenyző        |                             | 5 epizód                         |
| 2013–jelen | Mokka                       | szereplő         | Vendég; 10 epizód           |                                  |
| 2017       | Utazás a lelked körül       | szereplő         |                             | Vendég; Epizód „Erdélyi Mónika”  |
| 2019       | Vigyázat, gyerekkel vagyok! | szereplő         |                             | Vendég; Epizód „3. adás 1. rész” |
| 2020       | Álarcos Énekes              | versenyző (Dinó) |                             | 3 epizód                         |
| 2020–2021  | Reggeli                     | szereplő         | Vendég; 3 epizód            |                                  |
| 2021       | Farm VIP                    | szereplő         |                             |                                  |
| 2021       | Farm, ahol éltünk           | szereplő         |                             |                                  |
| 2021       | Ébredj velünk!              | szereplő         |                             | Vendég; Epizód „3. adás 1. rész” |
| 2023       | Sztárok a reptéren          | szereplő         |                             |                                  |
| 2024–      | Mokka                       | műsorvezető      |                             |                                  |

## Díjai
- Story Ötcsillag-díj (2002) – az év tévés és rádiós műsorvezetőnője